# Zduny
Zduny (deutsch 1943–1945 Treustädt) ist eine Stadt in der polnischen in der Wojewodschaft Großpolen. Sie ist Sitz der gleichnamigen Stadt- und Landgemeinde im Powiat Krotoszyński (Krotoschiner Kreis).

## Geschichte

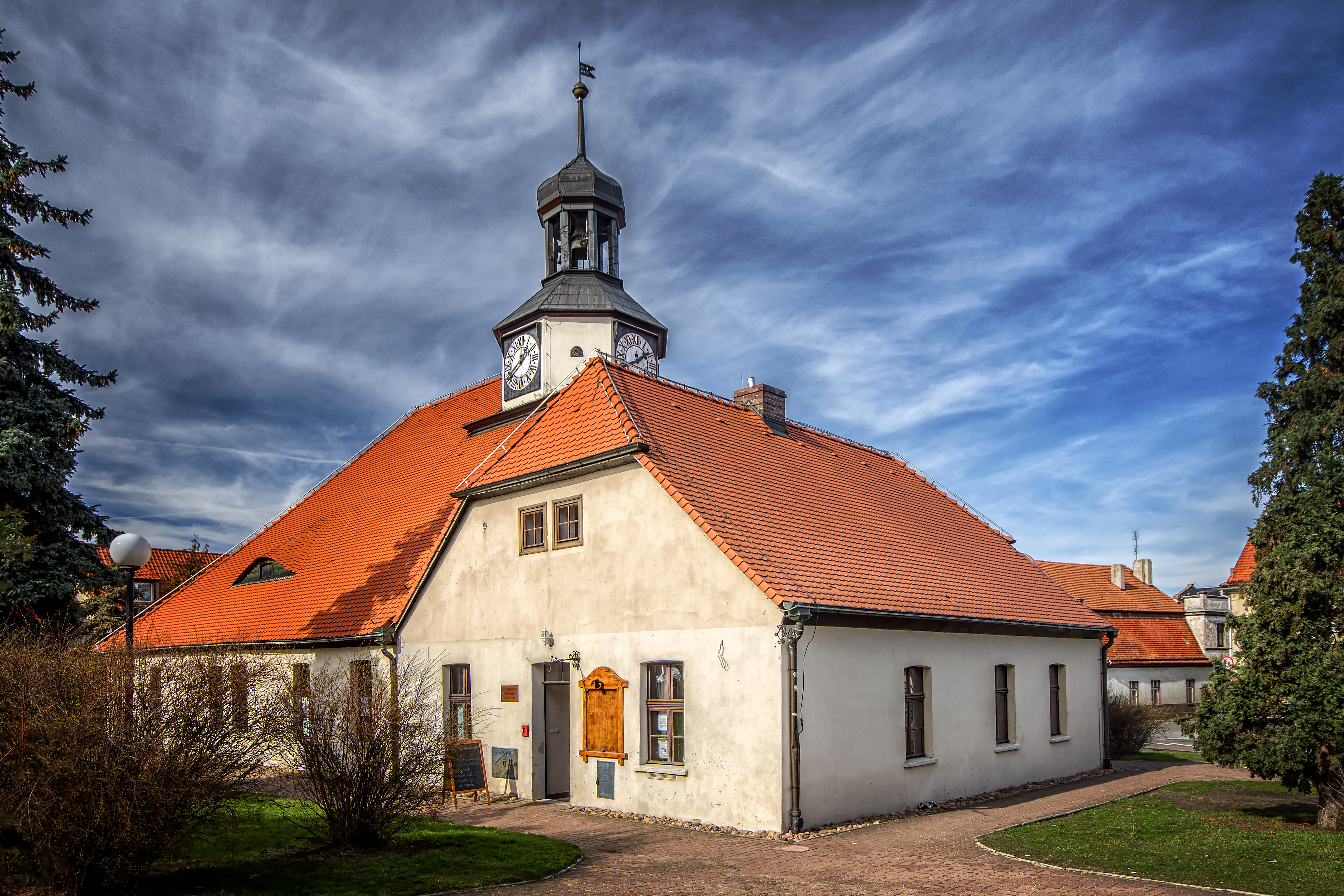
Rathaus (2019)

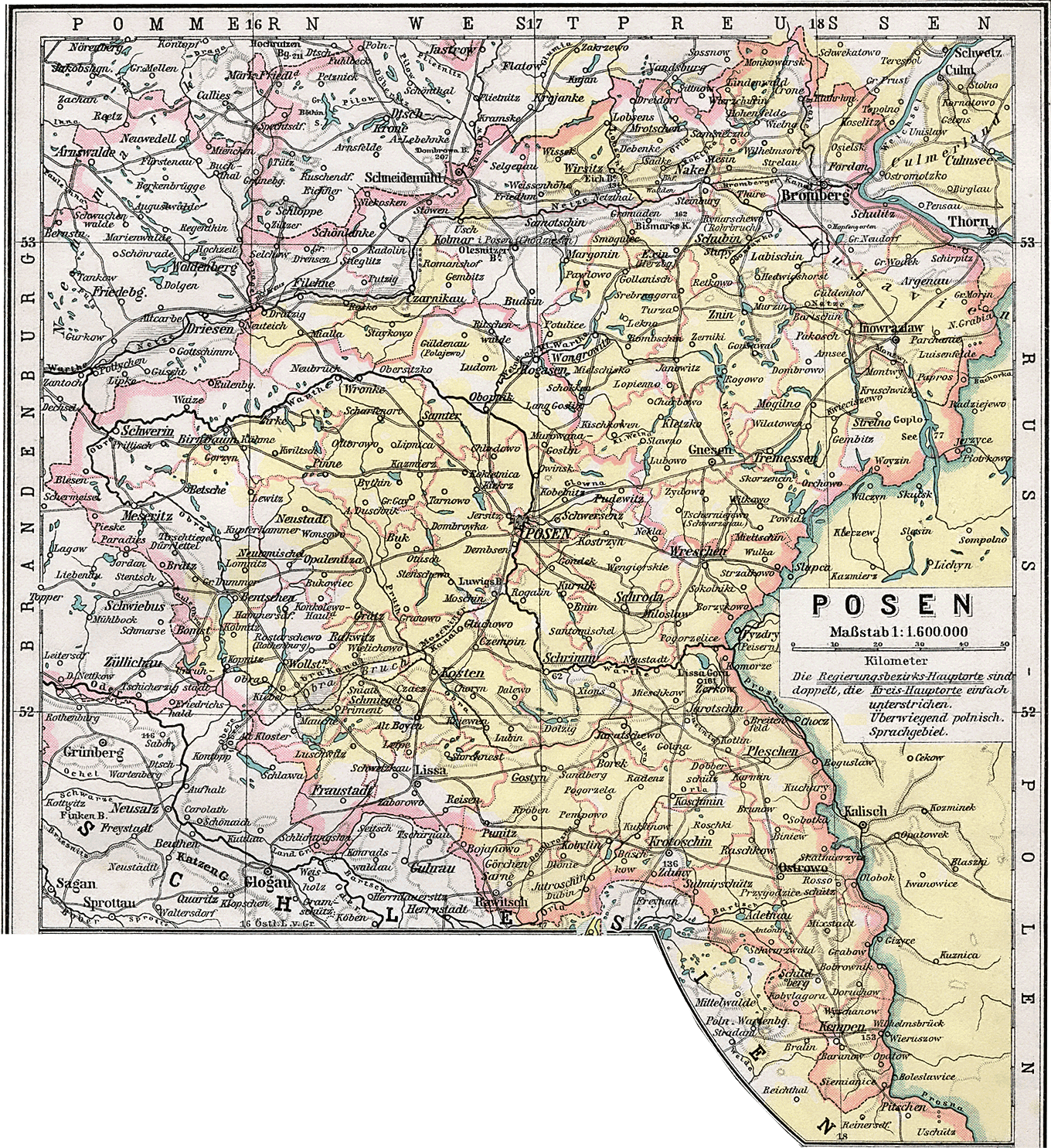
Zduny an der Grenze zu Schlesien, südlich der Stadt Posen und südlich der Stadt Krotoschin, auf einer Landkarte der Provinz Posen von 1905 (gelb markierte Flächen kennzeichnen Gebiete mit seinerzeit mehrheitlich polnischsprachiger Bevölkerung).

Die erste urkundliche Erwähnung datiert auf das Jahr 1241. Es war damals ein herzogliches Dorf und hieß Sdunkow. Der Name der Ortschaft soll sich dabei „von den vielen Töpfern […], die hier ehemals wohnten“ herleiten lassen. 1261 wurde mit Erlaubnis durch Herzog Boleslaus der Fromme von Großpolen Zduny nach Neumarkter Recht zur Stadt erhoben. Als Folge der Gegenreformation kam es ab etwa 1630 durch eine Massenflucht aus Schlesien zu einem bedeutenden Zuzug von Protestanten, die zu einer deutlichen Erweiterung Zdunys um etwa 2000 Siedler beitrug. Grundherr Peter Sienuta gestattete 1637 die Gründung der Neustadt Deutsch-Zduny und des evangelischen Kirchspiels. Mit einer dritten 1647 unter dem Namen Sienutowo als Stadt angelegten Siedlung wurden die beiden anderen 1772 unter der Herrschaft der Familie Sułkowski vereinigt. 1703 wurden die Städte Sienutowo und Deutsch-Zduny durch einen Brand weitgehend zerstört und wieder aufgebaut.
1793, bei der Zweiten Polnischen Teilung, wurde die Stadt Teil Preußens. Die Stadt hatte am Ausgang des 18. Jahrhunderts sieben öffentliche Gebäude, zwei Hospitäler, eine evangelische und eine katholische Kirche und 439 Wohnhäuser, davon sieben mit Ziegeldach. In den Jahren 1807 bis 1815 gehörte Zduny zum Herzogtum Warschau, anschließend wieder zu Preußen.
Der Anschluss an das Schienennetz erfolgte 1894 mit der Verbindung Oels-Jarotschin der Preußischen Staatsbahn.
Im Jahr 1918 gehörte Zduny zum Kreis Krotoschin im Regierungsbezirk Posen der preußischen Provinz Posen im Deutschen Reich.
Nach dem Ersten Weltkrieg musste Zduny aufgrund der Bestimmungen des Versailler Vertrags am 10. Januar 1920 an die Zweite Polnische Republik abgetreten werden. Nach dem Überfall  auf Polen im September 1939 durch die deutsche Wehrmacht  wurde die Stadt wieder in das Reichsgebiet eingegliedert und am 26. Oktober dem später als Reichsgau Wartheland bezeichneten Teil des Deutschen Reiches zugeordnet. Am  18. Mai 1943 wurde Zduny in Treustädt umbenannt.
Im Frühjahr 1945, gegen Ende des Zweiten Weltkrieges, wurde die Gegend von der Roten Armee besetzt. Bald danach wurde die Region mit der Stadt von der Sowjetunion der Volksrepublik Polen zur Verwaltung überlassen. Soweit die deutsche Bevölkerung nicht vor Kriegsende geflohen war, wurde sie in der Folgezeit von der örtlichen polnischen Verwaltungsbehörde vertrieben.

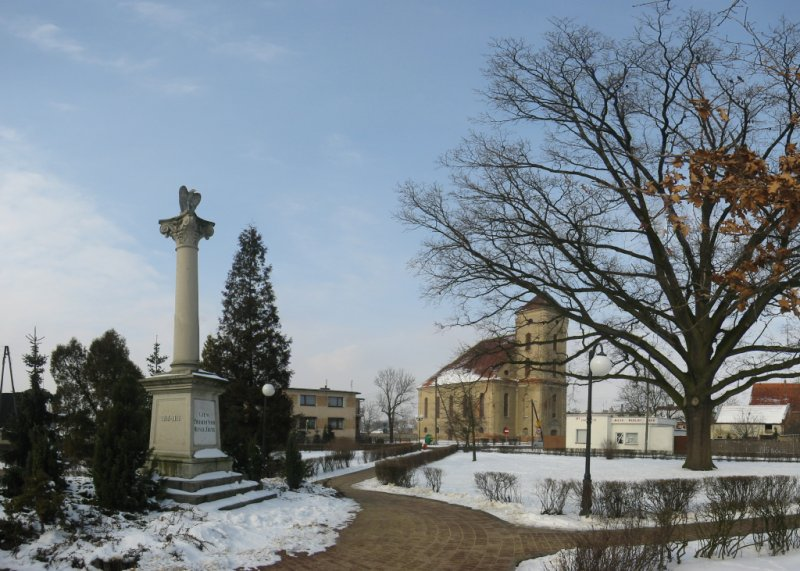
Evangelisch-lutherische Kirche (2005), bis 1945 Pfarrkirche der evangelischen Gemeinde

### Einwohnerentwicklung
| Jahr      | 1865 | 1875 | 1880 | 1890 | 1905 | 1910 | 1993 | 2002 |
| --------- | ---- | ---- | ---- | ---- | ---- | ---- | ---- | ---- |
| Einwohner | 3300 | 3352 | 3323 | 3477 | 3285 | 3431 | 4411 | 4421 |
| Jahr      | 2005 | 2006 | 2007 | 2008 | 2009 | 2010 | 2011 | 2016 |
| Einwohner | 4461 | 4505 | 4515 | 4500 | 4498 | 4498 | 4514 | 4565 |

Nachfolgend wird die Einwohnerentwicklung graphisch dargestellt.
In Zduny waren im Jahr 1890 unter den 3477 Einwohnern 2400 Evangelische, 1025 Katholiken und 52 Juden.

## Religionen

### Evangelisches Kirchspiel

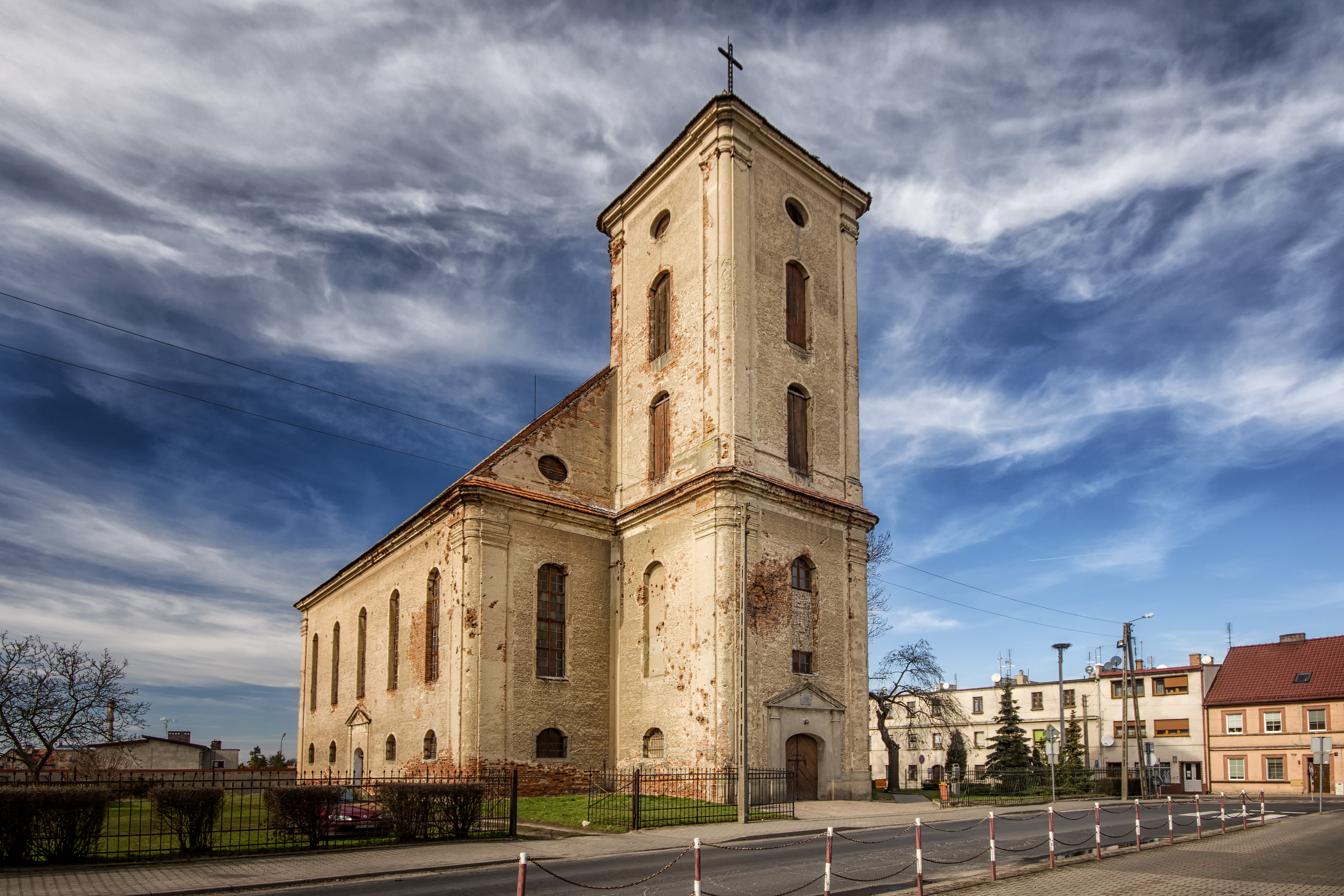
Gebäude der evangelischen Kirche im Jahr 2019

Mit der Genehmigung zur Einrichtung des evangelischen Kirchspiels wurde 1637 die erste evangelische Kirche als Holzbau errichtet. Nach der Zerstörung durch einen Brand 1789 wurde die nächste Kirche nach Plänen des Breslauer Baumeister J. F. Hansen als geputzter Ziegelbau mit doppelten hölzernen Emporen errichtet und am 18. November 1792 geweiht. Die Kirche wurde nach Ende des Zweiten Weltkriegs bis 1989 als Lager genutzt.

## Städtepartnerschaften
Zduny unterhält mit folgenden Städten eine Städtepartnerschaft:
- Emleben, Thüringen, Deutschland
- Küssnacht, Schwyz, Schweiz
- Balatonfenyves, Ungarn

## Kultur und Sehenswürdigkeiten
- Barockes Rathaus, erbaut 1684
- Barockkirche St. Johannes, erbaut 1719–1721
- Barock-klassizistische evangelische Kirche, erbaut 1789–1792[2]

## Gemeinde
Zur Stadt- und Landgemeinde gehören neben der Stadt Zduny weitere sechs Ortsteile (deutsche Namen, amtlich bis 1945) mit einem Schulzenamt.
- Baszków (Baschkow, 1943–1945 Baschau)[18]
- Bestwin (Bestwin)
- Chachalnia (Kochalle)
- Konarzew (Hahnau, 1943–1945 Konradshof (Kr. Krotoschin))
- Perzyce (Pirschütz, 1943–1945 Pirschütz (Kr. Krotoschin))
- Ruda (Ruda, 1943–1945 Ruda (Kr. Krotoschin))

Weitere Ortschaften der Gemeinde sind:
- Dziewiąte (Dziewionte)
- Hadrianów
- Ostatni Grosz (Letzte Groschen)
- Piaski (Piaski)
- Rochy (Rache[19])
- Siejew (Schönmühl)
- Szczerków (Stscherkow)
- Trzaski (Trzaski)

## Wirtschaft und Infrastruktur

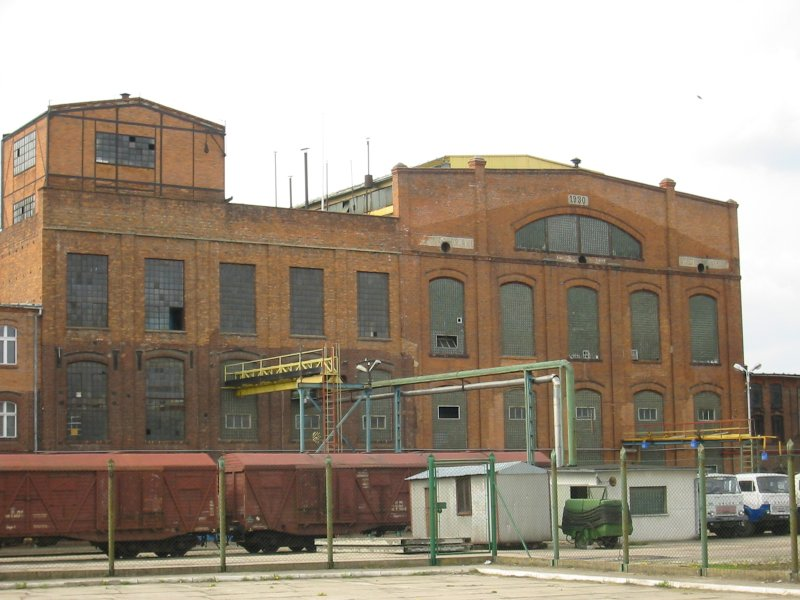
Zuckerfabrik

Der wichtigste Industriebetrieb der Stadt war die 1882 gegründete Zuckerfabrik, die nach der Jahrtausendwende von der Pfeifer & Langen KG übernommen wurde, aber 2002 trotzdem ihren Betrieb einstellte. Zduny hat einen nicht mehr vom Personenverkehr bedienten Bahnhof an der Bahnstrecke Oleśnica–Chojnice.

## Persönlichkeiten

### Söhne und Töchter der Stadt
- Ernst Daniel Adami (1716–1795), deutscher Kapellmeister und evangelischer Theologe.
- Richard Pfeiffer (1858–1945), deutscher Hygieniker, Bakteriologe und Immunologe.
- Bernhard Heinrich Irrgang (1869–1916), deutscher Organist und Komponist.

### Personen, die in Zduny gewirkt haben
- Ludwig von Jazdzewski (1838–1911), polnischer katholischer Theologe und Politiker.
- Bolesław Jaśkowski (* 19. Dezember 1884 in Łobżenica, Kreis Wyrzysk, getötet am 10. November 1939 bei Gniewkowo in der Nähe von Inowrocław), polnischer katholischer Pfarrer in Zduny 1918 bis 1926, Gründer der Zdunyer Volksmannschaft im Großpolnischen Aufstand, Beschützer der deutschen Katholiken in der Zdunyer Pfarrei.